# Mutale
Mutale – miasto w Republice Południowej Afryki, położone w prowinji Limpopo, w dystrykcie Vhembe, w gminie Mutale której jest siedzibą administracyjną.